# اس‌ام‌اس یورک
اس‌ام‌اس یورک (به انگلیسی: SMS Yorck) یک کشتی بود که طول آن ۱۲۷٫۸ متر (۴۱۹ فوت) بود. این کشتی در سال ۱۹۰۴ ساخته شد.